# Medal of Honor: Allied Assault
Medal of Honor: Allied Assault (MoHAA), conocido en español como Medalla de Honor: Asalto Aliado, es un videojuego de disparos en primera persona para PC desarrollado por la empresa 2015, Inc. y creado por Steven Spielberg. Es la tercera parte de la serie Medal of Honor.
El juego, que usa el motor gráfico de Quake III Arena con algunas modificaciones, simula algunos de los combates más trascendentales de la campaña estadounidense durante la invasión de Europa y el norte de África en la Segunda Guerra Mundial. 

## Armas

### Pistolas
- Colt M1911A1
- High Standard HDM
- Walther P38
- Revólver Nagant (Expansión: Spearhead)
- Revólver Webley (Expansión: Spearhead)
- Beretta M34 (Expansión: Breakthrough)

### Fusiles
- M1 Garand
- Springfield M1903 de francotirador
- Mauser Kar 98k
- Mauser Kar 98k de francotirador
- Lee-Enfield (Expansión: Spearhead)
- Mosin-Nagant (Expansión: Spearhead)
- SVT-40 de francotirador (Expansión: Spearhead)
- Gewehr 43 (Expansión: Spearhead)
- Carabina silenciada De Lisle (Expansión: Breakthrough)
- Carcano M91 (Expansión: Breakthroug)
- Lee-Enfield de francotirador (Expansión: Breakthrough)

### Subfusiles
- MP40
- Subfusil Thompson
- Sten Mark II (Expansión: Spearhead)
- PPSh-41 (Expansión: Spearhead)
- Beretta Modelo 38 (Expansión: Breakthrough)

### Fusiles automáticos y ametralladoras
- STG-44
- BAR
- Vickers-Berthier (Expansión: Breakthrough)

### Granadas
- Granada de fragmentación
- Steilhandgranate
- Granada Mills (Expansión: Spearhead)
- Granada F-1 (Expansión: Spearhead)
- Detector de minas polaco (Expansión: Breakthrough)
- Granada de humo estadounidense (Expansión: Spearhead)

### Pesado
- Bazooka
- Panzerschreck
- Winchester Modelo 1912
- Granatwerfer 42 (Expansión: Breakthrough)

### Otros
- Binoculares
- Papeles de seguridad de nivel 1 y 2
- Radio
- Explosivos
- Detonador
- Llaves (Expansión: Breaktrough)

## Personajes
Teniente Mike Powell: el protagonista del videojuego y personaje controlado por el jugador, un experimentado miembro de los Rangers.
Capitán Richards: en Operación Torch es el líder del pelotón que acude a Arzew. Muere durante la emboscada tendida poco después de entrar en el pueblo.
Capitán Ramsey: Perteneciente a la Compañía A del 2º de Rangers, es quien te guía en la Misión 3, niveles 2 y 3.
Cabo Allen: pertenece al pelotón que asalta la ciudad de Arzew y es el primer soldado que muereen la misión debido al impacto de un cohete de Panzerschreck.
Cabo Jury: Es un soldado detenido en Arzew, Argelia. Si lo liberas, cosa que no es obligatoria para el cumplimiento de tu misión, lo encontrarás en manos de un furioso oficial alemán que lo está interrogando. En su hombro lleva la insignia de la 29ª División de Infantería estadounidense. En la versión española del juego y por un error en la traducción, su nombre es Allen
Coronel Müller: Coronel al mando del Fuerte Schmerzen, en la línea del frente. Bajo su mando se ha iniciado la producción en dicho fuerte de gas mostaza y del fusil de asalto Stg 44.
Coronel Stanley Hargrove: Miembro del Alto Mando, es el que proporciona los dossiers de información al protagonista.
Mayor Jack Grillo: espía del S.A.S. capturado. Debes liberarlo en Arzew. Más tarde te ayudará en la base naval de Trondheim donde morirá ayudándote a entrar en el complejo de investigación.
Manon Baptiste: miembro del Consejo General de la Resistencia. Es la protagonista de Medal of Honor: Underground. Te ayuda a introducirte en un parque de vehículos blindados alemanes.
Tte. Joe Baylor: Oficial estadounidense derribado: debes salvarlo de una muerte segura cuando su avión se estrella en medio de una granja llena de alemanes. Después tendrás que acompañarle hasta un refugio oculto bajo una iglesia cercana.
Sargento Hammon: es un soldado de la 6.ª División Blindada estadounidense, el la misión 5 nivel 2 debes ayudarlo a él, junto al ingeniero Campbell y el médico Glenn a abrirse paso a través de la ciudad francesa de Landerneau para robar un tanque alemán King Tiger.
Ingeniero Campbell: miembro de la 6.ª División Blindada, compañero del sargento Hammon y el médico Glenn. 
Médico Glenn: médico y compañero del Hammon y Campbell. Te ayudará a ti y a sus compañeros cada vez que sean heridos.
Sargento Harrison: Explorador de la 101.ª División Aerotransportada, ayudará al Teniente Powell y al Capitán Ramsey en la misión 3 nivel 3 a encontrar y destruir una batería de Nebelwerfer alemanes.  
Cabo Tomlin: compañero del sargento Harrison que también ayuda a abrirse paso a través de un pueblo destruido hasta los Nebelwerfer. 
Cabo Cobb: soldado del regimiento 506 de la 101.ª División Aerotransportada estadounidense. Junto al capitán Ramsey lo encontraras escondido dentro de una casa en la misión 3, nivel 2.
Cabo Durden: miembro de la 101.ª División Aerotransportada, aparece en la misión 3 nivel 2 y te lo encontrarás dentro de una casa junto a otro paracaidista que es eliminado por un francotirador alemán.

## Misiones del juego
Misión 1 - Operation Torch  — El Teniente Mike Powell tiene por objetivo, con la ayuda de un pequeño grupo de rangers, tomar posesión de un pequeño pueblo ocupado por los alemanes cerca de Arzew, en Argelia, destruir unas baterías de artillería costera que hacen peligrar el éxito de la Operación Torch (antorcha), el desembarco aliado en el Norte de África y por último salvar al mayor Jack Grillo, un agente inglés perteneciente al S.A.S, capturado y encerrado antes de haber podido cumplir su misión. Después de haber perdido a todos los hombres de su unidad en una emboscada y haber liberado a Grillo, el jugador tendrá que cumplir, con la ayuda de éste, ciertos objetivos además del original, principalmente la destrucción o el sabotaje de material alemán perteneciente al Afrika Korps con el propósito de paralizarlos y de facilitar así el desembarco aliado. Después de destruir las baterías y los camiones Opel del Afrika Korps, Powell y Grillo deben encender el faro de la costa, para dar la señal para comenzar el ataque.
Misión 2 - Hundiendo el U-529  — En este caso Powell tiene por objetivo infiltrarse en una base alemana de la Kriegsmarine, que se sitúa junto a la ciudad noruega de Trondheim, con la ayuda del mayor Grillo, que se ha hecho pasar por un oficial alemán. Los objetivos son destruir el NAXOS, un prototipo de sonar que puede llevar a la Kriegsmarine a dominar el Atlántico, robar varios documentos y planes secretos y sabotear el U-529, un U-Boot estacionado en la base. Grillo es asesinado al principio de la misión, cuando ayudaba a Powell a entrar en el recinto. Por tanto, el jugador se encuentra solo y tendrá que conseguir un uniforme y papeles alemanes para acercarse a sus objetivos sin llamar la atención. Una vez cumplidos éstos, deberá huir hasta una pequeña estación de tren donde un grupo de soldados estadounidenses le esperan a bordo de un tren robado por la Resistencia Noruega.
Misión 3 - Operation Overlord  — En esta tercera campaña, Powell participa en un primer momento en el asalto a la playa de Omaha durante el Día-D. Los diálogos y eventos son calcados de la película Salvar al soldado Ryan. El único rasgo distintivo es la penetración en los búnker costeros.
A continuación, tendrá que avanzar por el Bocage, con la ayuda de un oficial, el capitán Ramsey, cumpliendo diversos objetivos, tales como el salvamento de paracaidistas de la 101.ª División Aerotransportada, asediados en una granja o la destrucción de varios lanzacohetes Nebelwerfer o la destrucción de baterías antiaéreas, y romper el perímetro para llegar hasta la región de Saint-Lô, donde se desarrolla la siguiente parte de la historia.
Misión 4 - Detrás de las líneas enemigas  — Powell debe encontrar a un oficial estadounidense y su piloto, los cuales han sufrido un accidente aéreo en una zona rural bajo control alemán, y ponerlos a salvo. Luego deberá reunirse con una miembro de la Resistencia llamada Manon Baptiste, para que le ayude a infiltrarse en una base de vehículos donde hay varios tanques Tiger I que deben ser eliminados. Por último, sus pasos le llevarán hasta una mansión donde los alemanes guardan planes de batalla, el manual de instrucciones del Tiger I y planos de un nuevo modelo de Panzer, el King Tiger, que deberá robar y llevar sano y salvo hasta la zona de rescate (esto sucede en la Misión 5).
Misión 5 - El día del Tiger  — El cometido principal consiste en asaltar un pueblo lleno de francotiradores y ayudar a varios tripulantes de tanque a llegar al ayuntamiento donde, después de limpiarlo de enemigos, habrá que robar un King Tiger estacionado cerca. Una vez a los mandos del tanque, el siguiente objetivo es alcanzar la villa de Brest en Bretaña, y evitar primero que los alemanes vuelen el puente principal, hecho que impediría el avance aliado, y defender después a los Sherman de los tanques enemigos con ayuda de la aviación.
Misión 6 - Regreso a Schmerzen  — Powell se lanza en paracaídas sobre Alemania con el objetivo principal de destruir un complejo llamado Fort Schmerzen, una fábrica secreta de gas mostaza situada en la Línea Sigfrido. Anteriormente el complejo fue gravemente saboteado por Jimmy Patterson, en la primera entrega de la serie, pero de algún modo los alemanes logran reconstruirlo a tiempo. Al principio debe infiltrarse en un bosque lleno de nidos de ametralladora y búnkeres. Después tendrá que infiltrarse con un disfraz en una base donde se encuentran los primeros ejemplares de una nueva arma revolucionaria, el "Sturmgewehr 44", desplazarse hasta el último pueblo antes de Fort Schmerzen, cortar las comunicaciones y enviar un falso mensaje para que los alemanes hagan llegar un tren que les sirva para desplazarse al complejo químico.
Una vez allí, junto con el grupo de ataque de los Rangers, se debe eliminar a los francotiradores de la estación para cubrir el asalto y limpiar el complejo.